# Dème d'Ássos-Lécheo
Le dème d'Ássos-Lécheo, en grec moderne : Δήμος Άσσου-Λεχαίου / Dímos Ássou-Lechéou, est un ancien dème du  district régional de Corinthie, en Grèce. Depuis 2010, il est fusionné au sein du dème des Corinthiens.
Selon le recensement de 2011, la population du dème compte 3 388 habitants.
La localité tire en partie son nom du port antique de Léchaion.